# Nagacipta
Nagacipta is een bestuurslaag in het regentschap Bekasi van de provincie West-Java, Indonesië. Nagacipta telt 4500 inwoners (volkstelling 2010).